# Luca Damiani
Luca Damiani (* 8. November 1984 in Embrun) ist ein ehemaliger italienischer Radrennfahrer.

## Sportliche Laufbahn
In seiner U23-Zeit gewann er Querfeldeinrennen in Torre d’Isola und in Ascoli Piceno. Außerdem wurde er zweimal Dritter bei der italienischen Cyclocross-Meisterschaft in der U23-Klasse. Ab 2007 fuhr er für das US-amerikanische Continental Team Colavita/Sutter Home-Cooking Light. In seiner ersten Saison dort gewann er auf der Straße eine Etappe bei der Vuelta Ciclista Por Un Chile Líder.
Damiani war bis 2012 als Elite-Fahrer aktiv und fuhr in dieser Zeit Straßenrennen in den USA, große Erfolge blieben ihm jedoch versagt. In den Wintermonaten kehrte er nach Europa zurück, um Querfeldeinrennen zu bestreiten; er war Mitglied des italienischen Nationalteams. 2010 sorgte sein Fall für einiges Aufsehen, weil die US-Behörden ihm zunächst ein weiteres Visum verweigerten. Sein Team Kenda produzierte T-Shirts mit der Aufschrift „Free Luca“, die verkauft wurden, um die notwendigen Kosten aufzubringen.
2013 kehrte Luca Damiani nach Italien zurück und bestritt Querfeldein- und Mountainbikerennen. Im Oktober 2013 litt er unter so schweren unerklärlichen Kopfschmerzen, dass er in ein Krankenhaus eingeliefert und in ein künstliches Koma versetzt wurde. Nach einigen Tagen verbesserte sich jedoch sein gesundheitlicher Zustand und er konnte das Krankenhaus verlassen.

## Erfolge
2007
- eine Etappe Vuelta Ciclista Por Un Chile Líder

## Teams
- 2007 Colavita/Sutter Home-Cooking Light
- 2008 Colavita/Sutter Home-Cooking Light
- 2009 Colavita/Sutter Home-Cooking Light
- 2010 Kenda-Gear Grinder
- 2011 Kenda-5-Hour Energy Cycling Team
- 2012 Kenda-5-Hour Energy Cycling Team